# لونغ ليت
لونغ ليت (بالإنجليزية: Longleat)‏، يعتبر مقراً لماركيز باث، يقع بين مقاطعتي ويلتشير وسومرست الإنكليزيتين، وهو عبارة عن قلعة كبيرة تعتبر كمنزل مساحته حوالي 900 فدان بالإضافة إلى مساحة واسعة تيحطها حوالي 3.6 كيلومتر مربع من الحدائق والمناظر الطبيعية، مع 8000 فدانا (32 كيلومتر مربع) من الأراضي الزراعية والغابات، ويوجد فيها حديقة حيوانات. ويعتبر لونغ ليت أول منزل فخم مفتوح للجمهور، وكذلك أول حديقة سفاري خارج أفريقيا.

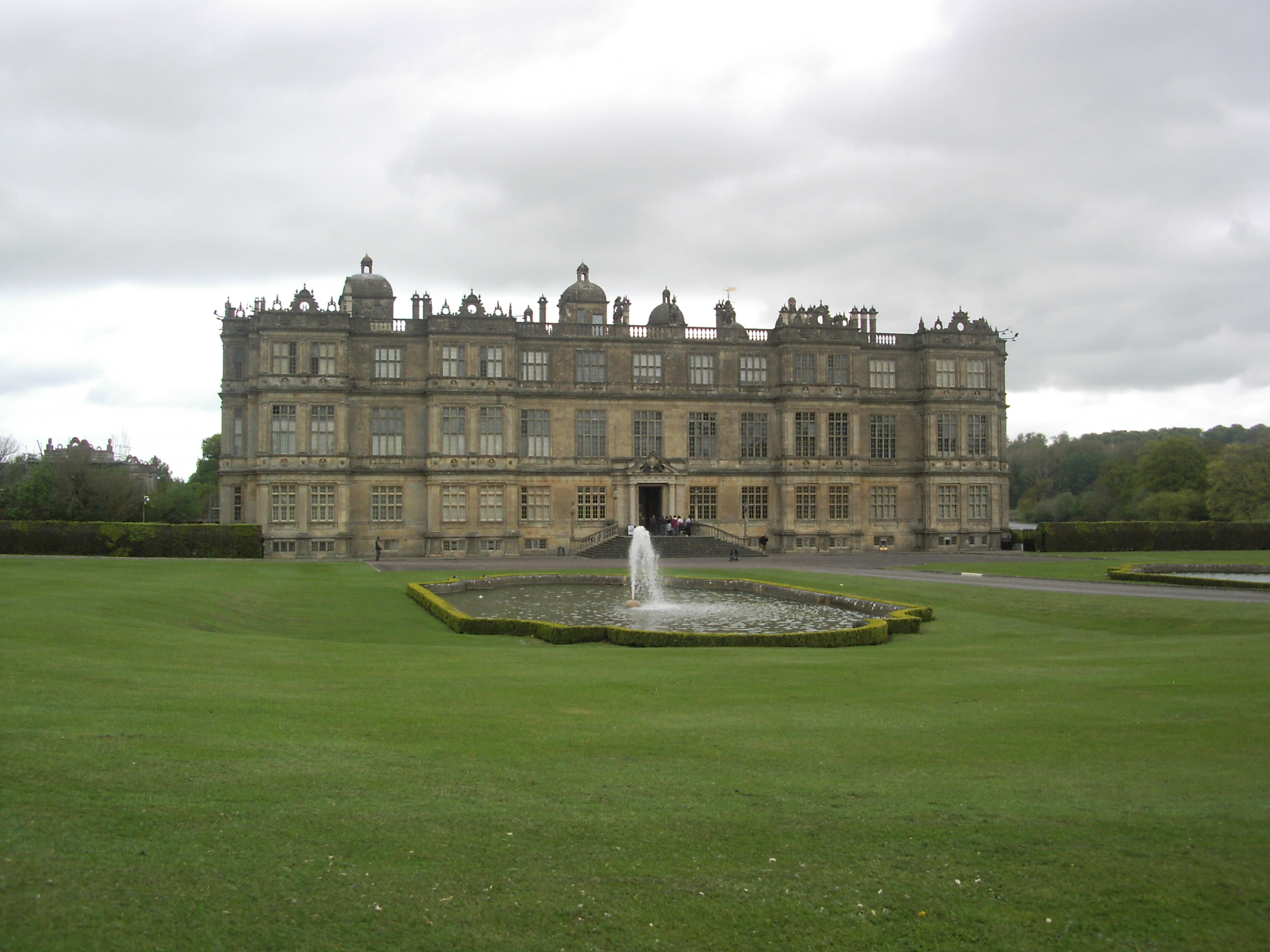
قصر لونغ ليت

## تاريخ
كان المكان عبارة عن دير دمره حريق كبير عام 1567م، أعاد بنائه السير جون تاين (John Thynne)، استغرق 12 عاما لاستكمال بنائه، ويعتبر من الأماكن الدالة على فن العمارة الإنكليزي الإليزابيثي. يحتوي المنزل على غرف كثيرة ومتحف يحوي صور أشهر الذين زاروا المكان.

داخل متحف لونغ ليت

## قائمة مالكي المنزل
- السير جون تاينSir John Thynn (1515–1580)
- السير جون تاين جونيور_Sir John Thynn, Junior (1555–1604)
- السير توماس تاينSir Thomas Thynn (1578–1639)_
- السير جيمس تاينSir James Thynn (1605–1670)
- السير توماس تاين Thomas Thynn (1646–1682)
- السير توماس تاين الأولThomas Thynne, 1st(1640–1714)
- السير توماس تاين الثانيThomas Thynne, 2nd (1710–1751)
- توماس الأول مركيز مدينة باثThomas Thynne, 1st (1734–1796)
- توماس الثاني مركيز مدينة باثThomas Thynne, 2nd(1765–1837)
- هنري فريدريك تاين الثالث مركيز باثHenry Frederick Thynne, 3rd (1797–1837)
- جون الكسندر تاين الرابع مركيز باثJohn Alexander Thynne, 4th (1831–1896)
- توماس هينري تاين الخامس مركيز باثThomas Henry Thynne, 5th (1862–1946)
- هنري فريدريك تاين السادس مركيز باثHenry Frederick Thynne, 6th (1905–1992).
- الكسندر تاين السابع مركيز باث والمالك الحالي ولد 1932 Alexander Thynn, 7th